# Fine Young Cannibals (musikalbum)
Fine Young Cannibals är det brittiska popbandet Fine Young Cannibals debutalbum, släppt den 10 december 1985 via skivbolaget London.

## Låtlista
Alla låtar är skrivna av Roland Gift och David Steele, om inte annat anges. 
| Nr           | Titel                    | Kompositör                          | Längd |
| ------------ | ------------------------ | ----------------------------------- | ----- |
| 1.           | "Johnny Come Home"       |                                     | 3:35  |
| 2.           | "Couldn't Care More"     |                                     | 3:30  |
| 3.           | "Don't Ask Me to Choose" | Andy Cox, Roland Gift, David Steele | 3:05  |
| 4.           | "Funny How Love Is"      | Andy Cox, Roland Gift, David Steele | 3:28  |
| 5.           | "Suspicious Minds"       | Mark James                          | 3:56  |
| 6.           | "Blue"                   | Andy Cox, Roland Gift, David Steele | 3:31  |
| 7.           | "Move to Work"           |                                     | 3:26  |
| 8.           | "On a Promise"           |                                     | 3:06  |
| 9.           | "Time Isn't Kind"        | Andy Cox, Roland Gift, David Steele | 3:12  |
| 10.          | "Like a Stranger"        |                                     | 3:28  |
| Total längd: | Total längd:             | Total längd:                        | 34:21 |

## Medverkande
Fine Young Cannibals
- Andy Cox – gitarr, orgel på "Time Isn't Kind"
- Roland Gift – sång
- David Steele – elbas, piano, keyboard

## Topplistor
| Land eller världsdel | Högsta listplacering |
| -------------------- | -------------------- |
| Australien           | 15                   |